# Lesůňky
Lesůňky (en allemand : Lesunka) est une commune du district de Třebíč, dans la région de Vysočina, en République tchèque. Sa population s'élevait à 80 habitants en 2020.

## Géographie
Lesůňky se trouve à 4 km à l'ouest-nord-ouest du centre de Jaroměřice nad Rokytnou, à 12,5 km au sud-sud-ouest de Třebíč, à 37 km au sud-est de Jihlava et à 150 km au sud-est de Prague.
La commune est limitée par Horní Újezd au nord, par Jaroměřice nad Rokytnou au nord-est, à l'est et au sud, par Dolní Lažany au sud-ouest et par Šebkovice à l'ouest.
Horní Újezd

## Histoire
La première mention écrite de la localité date de 1387.

## Transports
Par la route, Lesůňky se trouve à 4,7 km de Jaroměřice nad Rokytnou, à 18 km de Třebíč, à 46,5 km de Jihlava et à 178 km de Prague.